# Australochelifer pygmaeus
Genre
Espèce
Australochelifer pygmaeus, unique représentant du genre Australochelifer, est une espèce de pseudoscorpions de la famille des Cheliferidae.

## Distribution
Cette espèce est endémique de Nouvelle-Galles du Sud en Australie. Elle se rencontre entre 950 et 1 300 m d'altitude sur le mont Kosciuszko dans les Snowy Mountains.

## Description
Le mâle holotype mesure 1,6 mm.

## Publication originale
- Beier, 1975 : Neue Pseudoskorpione aus Australien und Neu-Guinea. Annalen des Naturhistorischen Museums in Wien, vol. 78, p. 203-213 (texte intégral).